# Uke Mochi
Ōgetsu-hime (en japonès 大宜都比売神/ 大気都比売神/ 大宜津比売神/ 大気津比売神, Ōgetsu-hime/ Ohogetsu-hime-no-kami), més coneguda com Uke-Mochi-No-Kami (en japonès 保食神, Ukemochi-no-kami,), és la deessa xintoista japonesa creadora de la flora i la fauna, proveedora a través de la mort de les substàncies vitals.
El seu nom significa: "el Geni del menjar". Té a càrrec seu la tutela dels aliments. Quan mor a mans de Tskuyomi dona lloc al naixement de les coses comestibles. El cavall i la vaca sorgiren del seu cap; les seves celles produïren els cucs; el seu front va donar lloc al mill; l'arros va sorgir dels seus ulls, etc.
Segons algunes interpretacions, Ukemochi és tant un home com una dona. Quan es mostra en altres formes, Ukemochi pren la forma d'una guineu. És l'esposa de Hayamato (羽山戸神, Hayamato-no-kami), que és fill de Toshigami i de la seva dona Amechikarumizu-hime (天知迦流美豆比売). En algunes llegendes, Ukemochi també és l'esposa d'Inari i, en altres, és Inari.
Segons el Kojiki, després que Susanoo fos desterrat del cel, va demanar a Ōgetsu-hime que li donés menjar, i ella ho va fer produint diversos aliments pel nas, la boca i el recte. Pensant que havia enverinat el menjar fent això, Susanoo la va matar. Després de morir, van créixer cucs de seda del seu cap, llavors d'arròs dels seus ulls, mill de l'orella, mongetes vermelles del seu nas, blat dels seus genitals i grans de soja del seu recte. Després de la seva mort, Kamimusubi va agafar llavors del seu cos i les va plantar a terra.
Una altra versió del mite presenta Ōgetsu-hime pel seu nom més comú, Ukemochi, i en aquesta versió, el déu de la lluna Tsukuyomi la va visitar en nom de la seva germana-dona, la deessa del sol Amaterasu. Ukemochi va intentar entretenir-lo i va preparar un banquet. Primer, va encarar la terra i va obrir la boca, i va sortir arròs bullit. A continuació, es va enfrontar a l'oceà i va escopir peixos i algues, després es va enfrontar al bosc i a la caça abundant que li va vomitar per la boca. A continuació va preparar el menjar i el va servir a en Tsukuyomi, però ell estava disgustat per com havia produït el menjar i considerava que no l'havia respectat i havia fet el menjar impur. Sentint-se ofès pel menyspreu de la divinitat menor, la va matar i va tornar al cel. El seu cos mort produïa tant aliment com animals: vaques i cavalls li sortien del cap, cucs de seda de les seves celles, del front li sortia mill i una planta d'arròs li brollava de l'estómac. Tot i que diferents fonts esmenten elements similars que provenien del cos d'Ukemochi, no hi ha acord en de quina part del seu cos provenien.
Es creu que aquesta versió de la mort d'Ukemochi va explicar per què el sol i la lluna no es veuen junts, ja que la deessa del sol, Amaterasu, que va saber de la mort d'Ukemochi, mai no va voler retrobar-se amb el seu assassí, el déu de la lluna, Tsukuyomi, o que aquest es va amagar durant el dia per por a la ira d'Amaterasu.